# كونور روبرتس
كونور روبرتس (بالإنجليزية: Connor Roberts) (23 سبتمبر 1995 في المملكة المتحدة - ) هو لاعب كرة قدم بريطاني في مركز الدفاع. شارك مع منتخب ويلز تحت 19 سنة لكرة القدم ومنتخب ويلز تحت 21 سنة لكرة القدم. أما مع النوادي، فقد لعب مع سوانزي سيتي ويوفل تاون.

## وصلات خارجية
- كونور روبرتس على موقع الاتحاد الدولي (مؤرشف)  (الإنجليزية)
- كونور روبرتس على موقع الاتحاد الأوربي (الإنجليزية)
- كونور روبرتس على موقع قاعدة بيانات كرة القدم.إي يو (الإنجليزية)
- كونور روبرتس على موقع ناشيونال فوتبول تيمز (الإنجليزية)
- كونور روبرتس على موقع Soccerbase.com (لاعب) (الإنجليزية)
- كونور روبرتس على موقع Soccerway.com (الإنجليزية)
- كونور روبرتس على موقع عالم كرة القدم.نت (الإنجليزية)